# Nikola Dragović
Nikola Dragović (en serbio, Никола Драговић, Podgorica, Montenegro, 20 de diciembre de 1987) es un baloncestista serbio que pertenece a la plantilla del Shahrdari Gorgan BC de la IBSL, la primera categoría del baloncesto iraní. Con 2,06 metros de estatura, juega en la posición de ala-pívot.

## Trayectoria deportiva

### Primeros años y universidad
Procedente de las categorías inferiores del KK Mega Leks, debutó con el primer equipo en diciembre de 2005, equipo con el que disputó once partidos, en los que promedió 16,4 puntos y 4,5 rebotes.
Al año siguiente marchó a Estados Unidos para jugar en la NCAA. Disputó cuatro temporadas con los Bruins de la Universidad de California, Los Ángeles, en las que promedió 7,9 puntos, 3,4 rebotes y 1,0 asistencias  por partido.

### Profesional
Tras no ser elegido en el Draft de la NBA de 2010, regresó a Europa para jugar en el BC Spartak de San Petersburgo ruso, donde apenas dispuso de oportunidades de jugar, disputando en su primera temporada diez partidos en los que promedió 7,1 puntos y 1,1 rebotes, jugando incluso menos al año siguiente. En mayo de 2012 se desvinculó del equipo ruso.
En agosto de 2012 fichó por el Scandone Avellino de la Serie A italiana. En su primera temporada, jugando la mitad de los partidos como titular, promedió 9,0 puntos y 5,4 rebotes, mientras que al año siguiente sus números mejoraron hasta los 12,0 puntos y 5,9 rebotes por encuentro.
En septiembre de 2014 firmó con el KK Igokea de la Liga de Bosnia y Herzegovina, donde permaneció hasta febrero de 2015, cuando club y jugador rompieron el contrato de mutuo acuerdo.  Dos semanas más tarde fichó por el PBC Lukoil Academic de la Liga de Bulgaria hasta el final de la temporada, equipo con el que ganaría el campeonato, siendo una pieza destacada al promediar 15,4 puntos y 6,8 rebotes por partido.
En noviembre de 2015 fichó por el Mitteldeutscher BC de la Basketball Bundesliga por una temporada, pero fue cortado tras ocho partidos, firmando en enero de 2016 por el Vanoli Cremona italiano, donde acabó la temporada con unos promedios de 8,3 puntos y 4,9 rebotes por encuentro.
El 5 de julio de 2016 fichó por el ASVEL Lyon-Villeurbanne de la Pro A francesa.
Tras su paso por el baloncesto francés, en agosto de 2017 se oficializa su fichaje por una temporada por el Tecnyconta Zaragoza.
El 15 de octubre de 2018 ficha por el Bàsquet Manresa por dos meses para paliar los problemas de lesiones del club en ese momento. Dicho contrato fue renovado a finales de diciembre por unas semanas más, hasta finales de enero, momento en el que finaliza definitivamente su contrato con el club catalán.
El 30 de enero de 2019 ficha por Mineros de Zacatecas para el cierre de temporada y playoffs.
Tras su paso por el baloncesto mexicano, en abril de 2019 se hizo oficial su fichaje por el Shahrdari Gorgan BC de la liga iraní.

### Selección nacional
Fue un habitual en las categorías inferiores tanto de la selección de Serbia y Montenegro como de la selección de Serbia tras la separación de ambos países, logrando medallas de oro en europeos sub-16, sub-18 y sub-20, así como en la Universiada de Shenzhen en 2011.